# Kajana rådhus
Kajana rådhus (finska: Kajaanin raatihuone) är en kulturhistoriskt viktig byggnad i staden Kajana i det finländska landskapet Kajanaland. Rådhuset, som stod färdigt år 1831 är den äldsta bevarade byggnaden i Kajana stadscentrum. Det byggdes i trä i empirstil efter ritningar av den tyskfödda arkitekten Carl Ludvig Engel. Rådhuset renoverades 1986–1990. Byggnaden har fyllt ett flertal funktioner under åren, bland annat som rådhusrätt och som turistinformation.